# U-176
U-176 — большая океанская немецкая подводная лодка типа IX-C, времён Второй мировой войны.
Заказ на постройку лодки был отдан судостроительной компании АГ Везер в Бремене 23 декабря 1939 года. Лодка была заложена 6 февраля 1941 года под строительным номером 1016, спущена на воду 12 сентября 1941 года, 15 декабря 1941 года под командованием капитан-лейтенанта Рейнера Дирксена вошла в состав учебной 4-й флотилии. 1 августа 1942 года вошла в состав 10-й флотилии. Лодка совершила 3 боевых похода, в которых потопила 10 судов (45 850 брт) и повредила одно судно (7 457 брт). 15 мая 1943 года потоплена к северо-востоку от Гаваны в районе с координатами 23°21′ с. ш. 80°18′ з. д. глубинными бомбами кубинского патрульного корабля CS-13, которым командовал Марио Рамирес Дельгадо. Все 53 члена экипажа погибли.